# Svetlana Zaharova
Svetlana Zaharova (rus. Светлана Захарова) (Luck, 10. svibnja 1979.) - ruska primabalerina ukrajinskog porijekla, prvakinja Boljšoj teatra. 
Rođena je u Lucku u Ukrajini 10. lipnja 1979. godine. Plesom se počinje baviti u 6. godini. Kada je imala 10 godina, primljena je u Kijevski koreografski institut, gdje započinje učiti klasični balet. Iako je tijekom prve godine imala prekida, jer je zbog službovanja njenog oca koji je zaposlenik vojske obitelj odlazila iz Kijeva, polaže prvu godinu i nastavlja školovanje.
Na baletskom natjecanju u Sankt Peterburgu osvaja 2. mjesto i dobiva ponudu nastaviti školovanje u Vaganovoj akademiji, koja je i bila organizator smotre. Ponudu prihvaća, i već kao učenica dobiva solističku ulogu u Marijinskom teatru.
Karijeru započinje još kao učenica, solstičkom dionicom Kraljice Drijade u baletu Don Quijote. U narednom razdoblju osvaja gotovo kompletan prvi postav uloga klasičnog baleta. Matična kuća je uvrštava u podjele i na gostovanjima, u mnogim krajevima svijeta.
U svibnju 2003., prelazi u Boljšoj teatar, na poziv Vladimira Vasiljeva. 
Godine 2007., na parlamentarnim je izborima izabrana za deputata u ruskoj Dumi, a izrazila je i želju da jednoga dana postane ministrica kulture.